# Vervoer van zware lading over zee
Het vervoer van zware en overmaatse lading kan beschouwd worden als een aparte markt binnen de maritieme sector. Het vervoer van een dergelijke lading vergt het gebruik van speciale schepen. Deze zijn er in verschillende types, zoals schepen met eigen laadgerei en half-afzinkbare schepen, ook wel zwaar transportschepen genoemd; het open-dekschip en het dokschip.
Het eerste type schepen heeft doorgaans twee kranen, twee laadbomen of een kraan en een laadboom. Meestal is het mogelijk om het hijsmateriaal apart of in tandem te gebruiken. Op deze manier is men in staat zwaardere ladingen aan boord te nemen.
Door de geschiedenis heen is er een evolutie op te merken in de grootte en het gewicht van de lading.  In het begin, in de jaren vijftig, werd een stuk van 60 ton geklasseerd onder zware lading. Als gevolg van een evolutie in de scheepsbouw is het tegenwoordig mogelijk om gewichten tot 1800 ton te verhalen. Het spreekt voor zich dat het laden en lossen van dergelijke gewichten tot in de puntjes moet worden voorbereid. Heel de operatie wordt vooraf uitgewerkt. Er worden laadplannen, hijsplannen en zeevastplannen gemaakt die moeten worden gevolgd tijdens de operatie.
Het open dekschip heeft een zeer groot werkdek, dat na het afzinken vrijwel geheel onder water staat, met uitzondering van de accommodatie en de schoorstenen. Hierdoor kunnen zeer grote drijvende constructies geladen worden, zoals olieplatforms, andere schepen en projectlading.
Een dokschip is te vergelijken met een drijvend dok. Als het afgezonken is, kunnen schepen via de achterkant naar binnen varen. Dit type schip wordt veel gebruikt voor het transport van jachten.
De verantwoordelijkheden van de officieren op een dergelijk schip liggen anders dan op een conventioneel schip. De kapitein is uiteraard de eindverantwoordelijke. Hij zal ook instaan voor het bedienen van de kraan tijdens het laden of lossen. De eerste stuurman is verantwoordelijk voor het zeevasten van de lading.  Verder moet ervoor gezorgd worden dat het schip geen te grote slagzij maakt. Wat de navigatie betreft heeft elke stuurman zijn verantwoordelijkheden zoals op andere schepen.